# Philoscirtus
Philoscirtus is een geslacht van rechtvleugeligen uit de familie sabelsprinkhanen (Tettigoniidae). De wetenschappelijke naam van dit geslacht is voor het eerst geldig gepubliceerd in 1896 door Karsch.

## Soorten
Het geslacht Philoscirtus  is monotypisch en omvat slechts de volgende soort:
- Philoscirtus cordipennis (Karsch, 1896)